# باكينينغ
باكينينغ ((بالروسية: Бакенинг)‏) (يعرف أيضاً باسم باكينين ((بالروسية: Бакенин)‏)) هو بركان طبقي يقع في الجزء الجنوبي من شبه جزيرة كامشاتكا، روسيا.